# 2007 chez Disney
Cet article présente la liste des évènements de la Walt Disney Company ayant eu lieu en 2007.

## Événements

### Janvier
- 14 janvier 2007, Disney s'associe à l'American Kennel Club pour fournir des bonus sur l'éducation des Golden Retrievers à l'occasion de la sortie en DVD de Air Bud (1997)[1]
- 18 janvier 2007, Disney Cruise Line annonce que le Disney Magic re-proposera en 2008 des croisières le long des côtes mexicaines[2]
- 22 janvier 2007, Telefónica annonce que John de Mol et Disney s'apprêtent à racheter la part de 75 % de Telefónica dans Endemol[3]
- 24 janvier 2007, Ouverture de l'attraction Finding Nemo - The Musical à Disney's Animal Kingdom[4]
- 29 janvier 2007, Disney annonce l'ouverture prochaine de Toy Story Midway Mania en 2008 à la fois en Floride et en Californie[5]

### Février
- 6 février 2007
  - Disney fusionne ses différentes entités de promotion et de publicité pour les enfants et la famille dans les domaines de la télévision, internet, la radio et la presse en un seul groupe, le Disney Media Advertising Sales and Marketing Group[6]
  - Le journal al-Waqt annonce des négociations entre le prince Alwaleed et Disney pour un parc de 8 milliards de dollars à Bahreïn
- 7 février 2007, Disney prévoirait de construire ou rénover des quartiers dans des centres-villes en utilisant des concepts comme les Downtown Disney/Disney Village ou des complexes de commerces-loisirs gravitant autour d'hôtels de caractère.
- 8 février 2007
  - Disney contredit l'annonce d'un parc Disney à Bahreïn[7]
  - Touchstone Television est renommé ABC Television Studio[8].
  - Disney et ESPN annonce que la licence Mobile ESPN sera octroyée en exclusivité à Verizon Wireless. De plus la chaîne ESPN sera disponible sur Qualcomm[9]
  - Buena Vista Games est rebaptisé Disney Interactive Studios[10]
- 9 février 2007
  - Disney annonce devoir financer la dette du parc Hong Kong Disneyland à hauteur de 294 millions de dollars (américains) en raison de la baisse de fréquentation et de faible taux de dépense par visiteur[11]
  - Disney annonce la sortie de Toy Story 3 pour 2009 sous la direction de Lee Unkrich.
- 12 février 2007,
  - Pierre & Vacances et Euro Disney SCA annonce la création d'une filiale commune pour le projet de Villages Nature[12]
  - Disney Consumer Products et Jakks Pacific présentent une gamme de jouets inspirés des séries de Disney Channel Hannah Montana et Cheetah Girls lors de la Foire internationale du jouet[13]
- 13 février 2007, Disney et General Mills lancent trois nouvelles marques de céréales Little Einsteins Fruity Stars, Disney's Princess Fairytale Flakes et Disney's Mickey Mouse Clubhouse Berry Crunch[14]
- 14 février 2007,
  - Une partie de la collection d'art africain Walt Disney-Tishman est présentée dans le Musée national d'art africain de la Smithsonian Institution[15]
  - Disney chercherait un nouveau distributeur pour ses disques afin de remplacer EMI[16]
- 15 février 2007
  - Buena Vista International Television s'associe au service de vidéo sur téléphone mobile Cinéma mobile de Bell Canada[17]
  - La diffusion de la chaîne Disney Cinemagic est annoncée pour le mois d'avril sur le réseau satellite français[18]
  - Jazwares rappelle les boîtes de puzzles magnétiques Disney Princess et Marvel en raison de neuf accidents où plusieurs pièces ont été ingérées par des enfants et ont provoqué des perforations intestinales à cause de l'inter-attraction magnétique des pièces[19]
- 17 février 2007, Décès du producteur Peter V. Herald des suites de la maladie de Parkinson[20]
- 22 février 2007
  - Disney a confié à la petite société Solutions Bridal Designer House de Winter Park, la charge de créer une ligne de robe de mariée pour son service Disney's Fairy Tale Weddings[21]
  - Disney Cruise Line annonce la construction de deux navires supplémentaires qui devraient être lancé en 2011 et 2012[22],[23]
- 26 février 2007, Disney Interactive Studios annonce la sortie pour le 15 mars de Spectrobes, un jeu vidéo sur Nintendo DS devant devenir une licence de produits dérivés[24]
- 28 février 2007
  - Disney Vacation Club annonce l'ouverture pour l'été d'un centre de vente à Chicago, le Doorway to Dreams[25]
  - WDIG, Disney Interactive Studios et Macrovision annoncent une collaboration pour distribuer les jeux vidéo Disney en Europe et en Australie grâce à un portail géré par WDIG sur le réseau de Macrovision[26]

### Mars
- 7 mars 2007, Steamboat Ventures, holding de Disney, investit dans UUSee, un important site de vidéo en ligne chinois distribuant les programmes de CCTV[27]
- 13 mars 2007, Movie Gallery rachète MovieBeam pour 10 millions de dollars[28]
- 18 mars 2007, la division Disney Stationery inaugure à Gurgaon, banlieue de New Delhi sa première boutique, Disney Artist[29]
- 19 mars 2007, Walt Disney Internet Group achète un second fournisseur de contenu pour téléphone portable chinois Enorbus pour 20 millions de dollars[30]
- 30 mars 2007, 
  - Sortie du film Bienvenue chez les Robinson aux États-Unis
  - Minds Eye Productions annonce ne plus être cotée en bourse[31].
- 31 mars 2007, Les festivités du 15e anniversaire de Disneyland Paris débutent.

### Avril
- En avril 2007, la "Muppet Holding Company" est rebaptisée "The Muppets Studio" [32].

- 2 avril 2007, Ouverture de l'attraction Monsters, Inc. : Laugh Floor au Magic Kingdom[33]
- 3 avril 2007
  - Disney annonce le lancement à partir du 29 avril de Disney Channel Turkey sur le satellite Digiturk[34]
  - Steamboat Ventures investit dans la société californienne Baynote spécialisée dans les solutions d'aide en ligne[35]
- 5 avril 2007, Disney et Time Warner Cable ont conclu un accord pour la diffusion sur le réseau de Time Warner des chaînes ESPN2 HD et ESPNU pour la fin de l'année; Disney Channel on Demand et ESPN Deportes sur certains systèmes et ABC Family HD, Disney Channel HD et ESPNews HD en 2008[36].
- 6 avril 2007
  - Disney annonce que son service de mariage accepte dorénavant les couples homosexuels dans les parcs américains.
  - Ouverture de l'attraction Gran Fiesta Tour Starring The Three Caballeros dans le pavillon du Mexique à Epcot
- 12 avril 2007, Disneyland Paris fête ses 15 ans d'existence.
- 15 avril 2007, Disney Consumer Products a lancé une gamme de robe de mariée et de bijoux conçus par Kirstie Kelly en participant à la semaine du mariage de New York, offre couplée au programme Disney's Fairy Tale Weddings[37]
- 15 avril 2007, La comédie musicale Tarzan de Walt Disney Theatrical Productions ouvre au Circustheatre de Schéveningue près de La Haye aux Pays-Bas
- 20 avril 2007, UTV achète 70 % de la société Ignition Entertainment, spécialisée dans les jeux vidéo et le contenu internet[38]
- 25 avril 2007, une information est parue sur la suppression possible à partir du mois de mai 2007 du nom Buena Vista au profit de Disney[39]. Ce renommage rentrerait dans une politique de simplification des marques de la Walt Disney Company entamée par Robert Iger.
- 29 avril 2007, Disney Channel Turkey débute sur le satellite Digiturk[34]

### Mai
- 6 mai 2007, Arrêt de la série Tibère et la Maison bleue sur Disney Channel
- 8 mai 2007, Walt Disney Records, Disney Electronics et le Walt Disney Internet Group s'associent pour offrir au téléchargement sur le site Disneymixcentral.com le catalogue du premier pour les baladeur MP3 du second[40]
- 14 mai 2007, 
  - Disney-ABC International Television signe un accord avec Univision pour la production d'une version hispanique de Desperate Housewives[41],[42]
  - la radio britannique Capital Disney a annoncé sa fermeture pour fin juin 2007[43],[44]
- 19 mai 2007
  - Disney révèle vouloir lancer un MMO basé sur Cars[45]
  - Lancement de Disney's Travel on Demand, un service de documentaires vidéo à la demande sur les parcs Disney disponible aux États-Unis sur Time Warner Cable et Cablevision Systems[46]
- 22 mai 2007, Décès de Art Stevens, animateur[47]
- 23 mai 2007, Disney Télévision France annonce le lancement de Disney Cinemagic, Disney Cinemagic +1 et un service de vidéo à la demande sur Canalsat[48],[49]
- 24 mai 2007, la société de service publicitaire pour mobile Greystripe annonce avoir obtenu 8,9 millions de dollars dont la majeure partie de Steamboat Ventures[50]
- 28 mai 2007, Buena Vista Television est renommée Disney-ABC Domestic Television[51]

### Juin
- 6 juin 2007, 
  - Disney signe un contrat de priorité sur les productions de Stan Lee.
  - une déclinaison de la comédie musicale Le Roi lion débute au Montecasino Theater de Johannesburg en Afrique du Sud[52].
  - UTV Global Broadcasting est fondée dans le but de superviser les activités de diffusion par satellite de chaînes de télévision en Inde[53]
- 9 juin 2007, ouverture de Crush's Coaster et Cars Quatre Roues Rallye au parc Walt Disney Studios[54]
- 11 juin 2007, ouverture de Finding Nemo Submarine Voyage au parc Disneyland (Californie)
- 12 juin 2007, ESPN annonce le rachat du plus important site sur le cricket, Cricinfo.com[55]

### Juillet
- 6 juillet 2007, le studio Climax Racing racheté par Disney Interactive Studios est rebaptisé Black Rock Studio[56]
- 9 juillet 2007, UTV fonde UTV TV une filiale assurant pour la distribution des productions télévisuelles[53]
- 12 juillet 2007
  - Disney Interactive Studios annonce l'achat du Junction Point Studios de Warren Spector[57],[58]
  - Walt Disney Internet Group lance le site WAP officiel de Disney en Chine[59]
- 13 juillet 2007, Disney Interactive annonce le lancement pour mai 2008 d'un site internet pour les gamers DGamer[60]
- 26 juillet 2007
  - Disney Consumer Products décide de produire sous sa propre marque des soins de la personne en Inde[61]
  - Première séance d'essai de la comédie musicale La Petite Sirène au Ellie Caulkins Opera House à Denver[62]
- 27 juillet 2007, à la suite du partenariat avec Siemens, l'immense main avec une baguette magique placée le long de Spaceship Earth à Epcot est en cours de démontage[63]

### Août
- 1er août 2007, Disney publie des résultats en hausse pour le 3e trimestre 2007 et annonce le rachat du site de monde virtuel pour enfants Club Penguin pour 350 millions de dollars[64]
- 4 août 2007, Disney Consumer Products et Lenovo annoncent la sortie d'ordinateur thématisés Power Rangers en Inde[65],[66]
- 7 août 2007, la société Passenger annonce avoir obtenu 8,3 millions de dollars dont la majeure partie de Steamboat Ventures[67]
- 10 août 2007, Disney annonce le renommage pour janvier 2008 du parc Disney-MGM Studios en Disney's Hollywood Studios[68]
- 17 août 2007, le film High School Musical 2 atteint des records d'audience télévisuelle aux États-Unis.
- 22 août 2007, ESPN rachète le site internet de rugby Scrum.com[69]
- 25 août 2007, Décès d'Armand Bigle, PDG de Disney France de 1949 à 1988[70]
- 29 août 2007, le groupe allemand Première Star annonce le lancement de Playhouse Disney et Toon Disney sur son bouquet satellite à partir du 1er septembre[71]

### Septembre
- 1er septembre 2007, Début de la version Portraits of Canada de l'attraction O Canada! dans le pavillon Canadien d'Epcot[72]
- 3 septembre 2007, 
  - Adventures by Disney annonce 18 destinations pour 2008 dont 2 en Asie[73]
  - Jetix est lancée à Singapour comme une chaîne optionnelle du fournisseur ADSL SingTel[74]
- 4 septembre 2007, la chaîne Disney Cinemagic est lancée en France[48],[49]
- 8 septembre 2007, Disney décide d'arrêter la chaîne ABC1 en octobre en raison d'un impossibilité pour la chaîne d'atteindre une part d'audience convenable[75]
- 20 septembre 2007, UTV fonde une filiale nommée UTV New Media Limited (UNML) pour les secteurs des médias numériques et de l'Internet[53]
- 24 septembre 2007, la chaîne Bindass est lancée en Inde par UTV[76]
- 27 septembre 2007, 
  - Disney annonce la fermeture début 2008 de son MVNO Disney Mobile aux États-Unis au profit d'un service[77]
  - le Royal Laundry Complex est inscrit au Registre national des lieux historiques[78]
- 28 septembre 2007, Hyperion déménage du siège social d'ABC (au 77 West 66th Street) pour deux étages du 114 Cinquième Avenue, siège de Disney Publishing Worldwide[79]

### Octobre
- 3 octobre 2007, Disney annonce l'ouverture d'un hôtel et d'un nouveau Disney Vacation Club de 8,5 ha et 800 chambres en 2011 à Hawaï, sur l'île d'Oahu au sein du complexe de loisirs Ko Olina Resort & Marina, futur Disney Aulani Resort[80]
- 4 octobre 2007, la première du spectacle Le Roi lion en version française a lieu au Théâtre Mogador à Paris[81]
- 7 octobre 2007, Fermeture de la salle d'exposition The Disney Gallery de New Orleans Square à Disneyland[82]
- 17 octobre 2007
  - Disney annonce officiellement un important remaniement du parc Disney's California Adventure, ainsi que son probable renommage à la fin des travaux en 2012[83]
  - Disney Publishing Worldwide déménage son siège social du 114 Cinquième avenue à New York pour White Plains[84]
- 23 octobre 2007, les chaînes Disney en France sont épinglées par le CSA[85]

### Novembre
- 1er novembre 2007, The Children's Place lancent des gammes de produits Hannah Montana et High School Musical pour les préadolescents dans les Disney Store aux États-Unis, dont des vêtements[86]
- 5 novembre 2007, La coopérative de crédit Vista Federal Credit Union fusionne avec Partners Federal Credit Union[87]
- 7 novembre 2007
  - Disney est obligé de faire une campagne publicitaire en Argentine pour contredire la rumeur de création d'un parc à thème dans de pays lancée par la société d'Emile Maxim St. Patrick Higgins[88]
  - MerchantCircle annonce avoir obtenu 10 millions de dollars lors d'une levée de fonds auprès de nouveaux et anciens investisseurs dont parmi les anciens Steamboat Ventures[89]
- 12 novembre 2007, Disney s'apprête à lancer une offre Disney Mobile au Japon avec Softbank, alors que la filiale américaine doit est proche de la fermeture[90],[91]
- 28 novembre 2007, Sortie de film Il était une fois... mêlant animation et prise de vue réelle

### Décembre
- 3 décembre 2007,
  - Euro Disney SCA entame un regroupement d'actions aux taux de 100 anciennes pour 1 nouvelle[92]
  - Disney annonce vouloir acheter 11 à 15 % supplémentaires du capital d'UTV[93].
- 4 décembre 2007, Walt Disney Internet Group achète la société iParenting Media, fournisseur de contenu pour la famille[94],[95],[96]
- 5 décembre 2007, Movie Gallery contacte les clients de MovieBeam pour annoncer la fermeture du service fondé en 2003 par Disney dès le 15 décembre[97]
- 10 décembre 2007, Steamboat Ventures investit dans Scrapblog premier site de scrapbooking virtuel en ligne[98].
- 14 décembre 2007, UTV Software Communications achète 60 % du capital de l'éditeur de jeu vidéo Indiagames[99]
- 20 décembre 2007, AOL annonce avoir racheté Quigo, société fondée en 2000 et détenue partiellement par Steamboat Ventures[100].
- 21 décembre 2007, Le Disneyland Monorail reçoit ses nouveaux véhicules, Mark VII[101]
- 22 décembre 2007, Inauguration officielle de la Tour de la Terreur au parc Walt Disney Studios de Marne-la-Vallée[102]
- 27 décembre 2007, ESPN fait l'acquisition de SchoolSports Inc, une société spécialisée dans les sports universitaires et scolaires[103]